# Gott des Himmels und der Erden

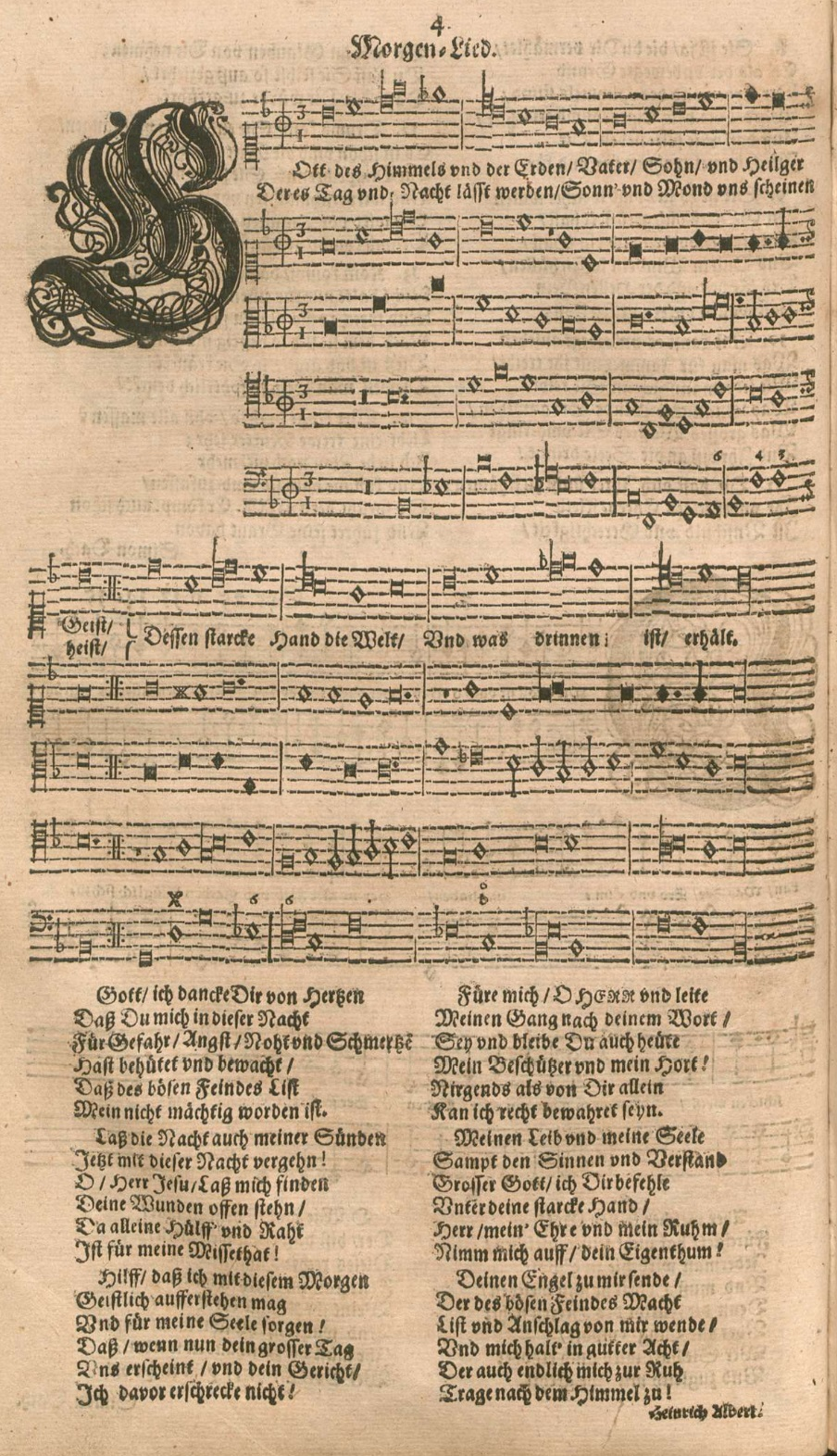
Gott des Himmels und der Erden, Erstdruck 1642, Text, Melodie und Chorsatz von Heinrich Albert

Gott des Himmels und der Erden ist ein evangelisch-lutherisches Kirchenlied. Text und Melodie verfasste Heinrich Albert 1642.

## Erstdruck
Heinrich Albert war zwanzig Jahre lang Organist am Königsberger Dom. Er wirkte vielfältig im Musikleben der Stadt mit und komponierte geistliche und weltliche Arien (Kunstlieder) und Chorsätze, die er in dem mehrteiligen Werk ARJEN oder MELODEYEN Etlicher theils Geistlicher, theils Weltlicher, zur Andacht, guten Sitten, keüscher Liebe vnd Ehren-Lust dienender Lieder – Auff vnterschiedliche Arthen zum Singen vnd Spielen gesetzet veröffentlichte. Im fünften Teil, Nr. 4, findet sich der Erstdruck von Gott des Himmels und der Erden im mehrstimmigen Chorsatz mit allen sieben Textstrophen und der Verfasserangabe Heinrich Albert.

## Rezeption
Der Theologe und Hymnologe Karl Johann Cosack schrieb 1861: „Seit zweihundert Jahren mag wohl schwerlich auch nur ein einziger Tag die Erde gegrüßt haben, dem nicht hin und her in deutschen Landen mit Alberti’s Lied begegnet worden wäre. … Ohne Untersuchung darf man wohl versichern, daß es in keinem evangelischen Gesangbuch seit dem Anfang des vorigen Jahrhunderts fehlt.“

## Text
Das Lied ist ein Morgengebet. Der Anrede an den dreifaltigen Gott (Strophe 1) folgt der Dank für die Bewahrung in der Nacht (Strophe 2), die Bitte um Führung durch den Tag gemäß Gottes Wort und ohne Sünden (Strophen 3–5), die Selbstübereignung an Gott (Strophe 6) und die Bitte um das Geleit des Schutzengels bis zur „Ruh“ im Himmel (Strophe 7). Der Gedankengang folgt, teilweise wörtlich, Luthers Morgensegen, wobei besonders der Mittelteil selbstständige Motive enthält (Berufung auf die Wunden Jesu, Ausblick auf das Weltgericht).
Die Strophenform umfasst sechs trochäische Zeilen in Barform, im Aufgesang abwechselnd acht- und siebensilbig, im Abgesang siebensilbig.
| Liedtext (Evangelisches Gesangbuch 445) | Luthers Morgensegen (Evangelisches Gesangbuch) |
| 1. Gott des Himmels und der Erden, Vater, Sohn und Heilger Geist, der es Tag und Nacht lässt werden, Sonn und Mond uns scheinen heißt, dessen starke Hand die Welt und was drinnen ist, erhält: 2. Gott, ich danke dir von Herzen, dass du mich in dieser Nacht vor Gefahr, Angst, Not und Schmerzen hast behütet und bewacht, dass des bösen Feindes List mein nicht mächtig worden ist. 3. Lass die Nacht auch meiner Sünden jetzt mit dieser Nacht vergehn; o Herr Jesu, lass mich finden deine Wunden offen stehn, da alleine Hilf und Rat ist für meine Missetat. 4. Hilf, dass ich mit diesem Morgen geistlich auferstehen mag und für meine Seele sorgen, dass, wenn nun dein großer Tag uns erscheint und dein Gericht, ich davor erschrecke nicht. 5. Führe mich, o Herr, und leite meinen Gang nach deinem Wort; sei und bleibe du auch heute mein Beschützer und mein Hort. Nirgends als von dir allein kann ich recht bewahret sein. 6. Meinen Leib und meine Seele samt den Sinnen und Verstand, großer Gott, ich dir befehle unter deine starke Hand. Herr, mein Schild, mein Ehr, mein Ruhm, nimm mich auf, dein Eigentum. 7. Deinen Engel zu mir sende, der des bösen Feindes Macht, List und Anschlag von mir wende und mich halt in guter Acht, der auch endlich mich zur Ruh trage nach dem Himmel zu. | Das walte Gott Vater, Sohn und Heiliger Geist! Amen. Ich danke dir, mein himmlischer Vater, durch Jesus Christus, deinen lieben Sohn, dass du mich diese Nacht vor allem Schaden und Gefahr behütet hast, und bitte dich, du wollest mich diesen Tag auch behüten vor Sünden und allem Übel, dass dir all mein Tun und Leben gefalle. Denn ich befehle mich, meinen Leib und Seele und alles in deine Hände. Dein heiliger Engel sei mit mir, dass der böse Feind keine Macht an mir finde. |

## Melodie
Die kantable Melodie, die sich überwiegend in Sekundschritten bewegt, steht im Dreiertakt, woraus sich häufige Zweiton-Melismen ergeben. Die seit Otto Riethmüller (Ein neues Lied, 1932) wieder gesungene Fassung ist die originale. Zuvor hatte es vereinfachte Varianten im Dreiertakt (Deutsches Evangelisches Gesangbuch und ältere) und sogar im Vierertakt gegeben. Johann Crüger hatte für die Praxis Pietatis Melica 1666 eine eigene Melodie komponiert, die sich aber nicht durchsetzte.
Heinrich Alberts Melodie fand auch zu anderen Texten Verwendung, so zu Johann Francks Weihnachtslied Ihr Gestirn, ihr hohen Lüfte. Mit der letzten Strophe dieses Liedes „Zwar ist solche Herzensstube“ begegnet sie (in geradtaktiger Version) im Weihnachtsoratorium von Johann Sebastian Bach als Schlusschoral des 5. Teils: